# Pont-l'Évêque (Hauts-de-France)
Pont-l'Évêque è un comune francese di 722 abitanti situato nel dipartimento dell'Oise della regione dell'Alta Francia.

## Società

### Evoluzione demografica
Abitanti censiti